# カーボンナノチューブ黒体
カーボンナノチューブ黒体（カーボンナノチューブこくたい）はスーパーグロースCVD法による単層カーボンナノチューブ（SWNT）のナノスケール垂直配向構造を利用した、最も黒体に近い物質。紫外線（UV-C）から可視光線、遠赤外線（F-IR）200nm-200µmまでの広い波長域で99%の光（電磁波）を吸収し、従来の黒体に最も近い物質に比べ3倍の性能がある。

## 概要
あらゆる光を完全に吸収できる物体を黒体と呼ぶ。現実的には放射率1の物体は存在しないが、近似的な物質としてカーボンの微粒子でできたチャンネルブラックなどが従来では非常に黒い物質となっていた。ナノテクノロジーの研究によりナノレベルのカーボンでできる黒色、つまりカーボンナノチューブ黒体は全ての光の波長域で放射率0.99以上であり、これは従来物質の特定の光の波長域において最大放射率0.97という性能を上回る。2008年にライス大学の研究チームにより発見されており、現在最も黒体に近い物質としてギネスブックへの登録も米国では考えられている。なお、カーボンナノチューブ黒体は単層カーボンナノチューブの森(SWNT forests)とも呼ばれ、カーボンナノチューブ薄膜の総称はバッキーペーパーとも呼ばれる。カーボンナノチューブ黒体もカーボンブラックに分類される。
カーボン自体が黒色であるのに加えて、カーボンナノチューブ黒体はナノチューブ繊維がブラシ状に立ち並ぶ構造をしている。厚さ10μm以上でほぼ全ての波長域で均一な吸収率を発現する。ナノチューブ繊維は垂直方向にそれぞれ微少に角度やキラリティーが異なる形で複雑に入り組んでいる。このためナノチューブの森に侵入した光は容易には抜けられず、ナノチューブの隙間で反射を繰り返しながら減衰してほとんどが吸収されてしまうと考えられている。
|              | 紫外線〜近赤外線 | 近赤外線〜赤外線 | 赤外線〜遠赤外線 |
| ------------ | ---------------- | ---------------- | ---------------- |
| 波長域（μm） | 0.2-2            | 2-20             | 25-200           |
| 分光器       | モノクロメーター | FT-IR            | FT-IR            |
| 入射角       | 8                | 5                | 10               |
| 反射光       | 半球方向         | 半球方向         | 正反射           |
| 平均反射率   | 0.0160           | 0.0097           | 0.0017           |
| 標準偏差     | 0.0048           | 0.0041           | 0.0027           |

## 発見
配向したCNTの吸収性を最初に発見したのは米国のライス大学などの研究チームである。研究発表は2008年に行われている。
2009年、日本の独立行政法人産業技術総合研究所計測標準部門、水野耕平博士らによって、その後詳しく研究されている。鉄触媒とエチレンガスを独自のスーパーグロースCVD法を用いる事によって基盤上にSWNT膜を生成し、密度と厚みを調整する事により得られる。

## 応用範囲
研究段階のため製品化はされていないが想定される応用範囲は以下のように考えられる。
- 視覚的に美しい黒が要求されるディスプレイ、エレクトロニクス分野
- 放射温度計測や測光学的標準などの計測分野
- 高感度の熱赤外線分野
- 人工衛星などの真空中での熱放射用途
- 光・赤外遮蔽などのステルス性分野